# Post Mortem (film 2020)
Post Mortem è un film horror ungherese del 2020, diretto da Péter Bergendy e interpretato da Viktor Klem, Fruzsina Hais e Judit Schell. È stato selezionato per rappresentare l'Ungheria nella categoria Miglior film in lingua straniera ai Premi Oscar 2022.

## Trama
Nel 1918 il fotografo post mortem Tomás viene invitato in un piccolo villaggio della campagna ungherese per ritrarre un'ultima volta gli abitanti morti a causa dell'influenza spagnola prima della loro sepoltura. Una volta arrivato scoprirà che il villaggio è infestato dai fantasmi, e insieme ad una ragazzina di nome Anna cercherà di fare luce sulla questione e liberare il villaggio.

## Distribuzione
Il film è stato proiettato in anteprima al 36º Festival internazionale del cinema di Varsavia il 9 ottobre 2020. In seguito ha partecipato al Trieste Science+Fiction Festival, dova ha vinto il premio Premio Wonderland Rai4 e una menzione speciale al Mélies d’argent, e al Sitges - Festival internazionale del cinema fantastico della Catalogna in Spagna.

In Ungheria è stato proiettato nei cinema a partire dal 28 ottobre 2021. In Italia è andato in onda in prima visione su Rai 4 il 1 novembre 2021.